# Copa Fuji
La  Copa Fuji era una competición amistosa de fútbol sostenida durante la temporada de verano en Alemania. Se disputó a partir de 1986 hasta 1996 antes del inicio de temporada de la Fußball-Bundesliga. La competición se disputó con cuatro equipos principales, jugando dos semifinales y una final en un área generalmente más provincial del país.
Además este torneo compitió con la Supercopa de Alemania, aunque, en última instancia las dos competiciones fueran cambiadas por la Copa de la Liga de Alemania.

## Campeones
| Temporada | Sede            | Campeón             | Resultado    | Subcampeón               |
| --------- | --------------- | ------------------- | ------------ | ------------------------ |
| 1986      | Mönchengladbach | FC Bayern de Múnich | 2-2 (p. 4-3) | Werder Bremen            |
| 1987      | Kaiserslautern  | FC Bayern de Múnich | 5-1          | Hamburger SV             |
| 1988      | Augsburg        | FC Bayern de Múnich | 3-0          | Borussia Mönchengladbach |
| 1989      | Würzburg        | VFB Stuttgart       | 1-1 (p. 5-3) | Werder Bremen            |
| 1990      | Lüdenscheid     | Werder Bremen       | 0-0 (p. 6-5) | Borussia Dortmund        |
| 1991      | Passau          | Borussia Dortmund   | 4-1          | Werder Bremen            |
| 1992      | Trier           | Eintracht Frankfurt | 1-1 (p. 6-4) | 1. FC Kaiserslautern     |
| 1993      | Coblenza        | Borussia Dortmund   | 3-2          | FC Bayern de Múnich      |
| 1994      | Coblenza        | FC Bayern de Múnich | 0-0 (p. 5-4) | Eintracht Fráncfort      |
| 1995      | Coblenza        | FC Bayern de Múnich | 3-2          | Borussia Dortmund        |
| 1996      | Coblenza        | FC Schalke 04       | 2-2 (p. 6-5) | FC Bayern de Múnich      |

### Títulos por equipo
| Equipo              | Títulos | Subcampeonatos | Años Campeón                 |
| ------------------- | ------- | -------------- | ---------------------------- |
| Bayern de Múnich    | 5       | 2              | 1986, 1987, 1988, 1994, 1995 |
| Borussia Dortmund   | 2       | 2              | 1991, 1993.                  |
| VfB Stuttgart       | 1       | 0              | 1989.                        |
| Werder Bremen       | 1       | 3              | 1990.                        |
| Eintracht Fráncfort | 1       | 1              | 1992.                        |
| FC Schalke 04       | 1       | 0              | 1996.                        |

## Estadísticas
- Mayor goleada: FC Bayern Múnich 5-1 Hamburger SV en 1987.
- Definición por penales: En 6 ocasiones los finalistas han llegado a disputar la tanda de penales, para definir al campeón
  - FC Bayern de Múnich - Werder Bremen en 1986.
  - VfB Stuttgart - Werder Bremen en 1989.
  - Werder Bremen - Borussia Dortmund en 1990.
  - Eintracht Fráncfort - 1. FC Kaiserslautern en 1992.
  - FC Bayern Múnich - Eintracht Fráncfort en 1994.
  - FC Schalke 04 - FC Bayern Múnich en 1996.